# Auberge de jeunesse de Port-sur-Saône
L'Auberge de jeunesse de Port-sur-Saône est une auberge de jeunesse située à Port-sur-Saône, dans la Haute-Saône.

## Histoire
Construit en bois par les deux frères architectes Martinet, l'édifice fut dans un premier temps construit à Paris dans le cadre de l'Exposition internationale des « Arts et des Techniques appliqués à la Vie moderne », puis reconstruit à Port-sur-Saône en 1938. 
L'auberge en totalité et son parc, à l'exception des bâtiments annexes, sont inscrits au titre des monuments historiques par arrêté du 11 septembre 2018. 